# Discinesia
En las ciencias de la salud, la discinesia (también, disquinesia) designa la presencia de movimientos anormales e involuntarios, sobre todo de la musculatura orofacial. No es infrecuente en ancianos, pero también se relaciona con el consumo de neurolépticos durante un tiempo prolongado. Los movimientos anormales incluyen masticación repetitiva, movimiento oscilatorio de la mandíbula o gesticulación facial. No es posible oponerse a la realización de estos movimientos voluntariamente salvo por unos instantes. En la actualidad todavía no existe cura alguna para este trastorno ni se conoce su origen. 
En particular, la discinesia tardía es inducida por el consumo crónico de medicamentos pertenecientes a la clase de los neurolépticos o antipsicótico, más frecuentemente por los antipsicóticos típicos como, por ejemplo, el haloperidol, la prometazina o la clorpromazina.[cita requerida]
La discinesia paroxística no cinesigénica puede estar causada por la enfermedad celíaca no diagnosticada y remitir con la dieta sin gluten.